# Породы крупного рогатого скота

Породы домашних быков — породы одомашненных животных рода настоящих быков (лат. Bos) вида Bos taurus, обычно выделяемых в подвид домашних быков (Bos taurus taurus). 
Это отдельные группы близкородственных и внешне подобных друг другу домашних быков, обладающих характерными особенностями, которые получены путём селекции и поддерживаются человеком. Бык не рабочий, не на убой, а на племя, на приплод, на завод — Племя́нный, племенно́й бык. 
В начале XXI века в скотоводстве насчитывалось более 1 080 пород крупного рогатого скота (КРС), из которых около 300 пород получили наиболее широкое распространение.
По сообщению Продовольственной и сельскохозяйственной организации ООН, в период с 2000 года по 2014 год исчезло 99 пород КРС, и к 2015 году в мире насчитывалось порядка 800 пород, обладающих различными ценными качествами.

## История
Относительно происхождения домашних быков точно так же, как и о козах или овцах, трудно сказать что-либо определённое: можно только думать, что крупный рогатый скот во всех трёх частях Старого Света имел не одного общего родоначальника, а несколько различных. Известно также, что в Древнем Египте и Индии уже в ранние времена существовали различные породы домашнего скота. Впоследствии некоторые из них совершенно исчезли или изменились до неузнаваемости, другие, наоборот, сохранили все свои существенные признаки.

## Классификация пород КРС
По различным признакам породы крупного рогатого скота объединяют в несколько групп. Существуют три классификации пород скота:
- краниологическая,
- хозяйственная,
- географическая.

### Краниологическая классификация
Краниологическая классификация основана на различиях в строении черепа. Выделяют следующие типы крупного рогатого скота:
- узколобый — голландская, холмогорская, серая украинская, ярославская, тагильская, красная степная и др. породы;
- лобастый — симментальская и все производные от неё породы;
- короткорогий — швицкая, джерсейская, костромская, лебединская и др.;
- короткоголовый — тирольская, герефордская, красная горбатовская, казахская белоголовая и др.;
- пряморогий — калмыцкая порода, монгольский скот;
- комолый — все безрогие породы Северной Европы.

### Хозяйственная классификация
| Направление продуктивности | Описание | Происхождение                    | Название породы |
| --- | --- | -------------------------------- | --------------- |
| Специализированные молочные породы | Молоко крупного рогатого скота используется человечеством в пищу уже более шести тысяч лет. На сегодня доля коровьего молока от общего количества потребляемой молочной продукции составляет 95 %. |                                  |                 |
| Специализированные молочные породы | Молоко крупного рогатого скота используется человечеством в пищу уже более шести тысяч лет. На сегодня доля коровьего молока от общего количества потребляемой молочной продукции составляет 95 %. | айрширская                       |                 |
| Специализированные молочные породы | Молоко крупного рогатого скота используется человечеством в пищу уже более шести тысяч лет. На сегодня доля коровьего молока от общего количества потребляемой молочной продукции составляет 95 %. | джерсейская                      |                 |
| Специализированные молочные породы | Молоко крупного рогатого скота используется человечеством в пищу уже более шести тысяч лет. На сегодня доля коровьего молока от общего количества потребляемой молочной продукции составляет 95 %. | голштинская                      |                 |
| Специализированные молочные породы | Молоко крупного рогатого скота используется человечеством в пищу уже более шести тысяч лет. На сегодня доля коровьего молока от общего количества потребляемой молочной продукции составляет 95 %. | красная датская                  |                 |
| Специализированные молочные породы | Молоко крупного рогатого скота используется человечеством в пищу уже более шести тысяч лет. На сегодня доля коровьего молока от общего количества потребляемой молочной продукции составляет 95 %. | швицкая                          |                 |
| Специализированные молочные породы | Молоко крупного рогатого скота используется человечеством в пищу уже более шести тысяч лет. На сегодня доля коровьего молока от общего количества потребляемой молочной продукции составляет 95 %. | чёрно-пёстрая                    |                 |
| Специализированные молочные породы | Молоко крупного рогатого скота используется человечеством в пищу уже более шести тысяч лет. На сегодня доля коровьего молока от общего количества потребляемой молочной продукции составляет 95 %. | красная степная                  |                 |
| Специализированные молочные породы | Молоко крупного рогатого скота используется человечеством в пищу уже более шести тысяч лет. На сегодня доля коровьего молока от общего количества потребляемой молочной продукции составляет 95 %. | тагильская                       |                 |
| Специализированные молочные породы | Молоко крупного рогатого скота используется человечеством в пищу уже более шести тысяч лет. На сегодня доля коровьего молока от общего количества потребляемой молочной продукции составляет 95 %. | холмогорская                     |                 |
| Специализированные молочные породы | Молоко крупного рогатого скота используется человечеством в пищу уже более шести тысяч лет. На сегодня доля коровьего молока от общего количества потребляемой молочной продукции составляет 95 %. | ярославская                      |                 |
| Специализированные молочные породы | Молоко крупного рогатого скота используется человечеством в пищу уже более шести тысяч лет. На сегодня доля коровьего молока от общего количества потребляемой молочной продукции составляет 95 %. | Специализированные мясные породы |                 |
| Мясные породы коров селекционируются на протяжении последних 300 лет. Целью этих селекций является создание животных, способных с максимальной эффективностью превращать корм в высококачественную говядину. Мясные коровы производят также и молочную продукцию, но её количество поддерживается на уровне, обеспечивающем только выкармливание молодняка. Это связано с тем, что физиологические процессы, связанные с образованием молока и мяса, совершенно различны. Традиционно наиболее распространенным и популярным был мясной скот британских пород, созданных в XVIII—XIX веках. Именно эти животные стали основой производства мяса в Америке, Австралии, некоторых регионах Азии, в Восточной и Южной Африке, континентальной Европе, на территории бывшего СССР и в Японии. | Британского происхождения | абердин-ангусская                |                 |
| Мясные породы коров селекционируются на протяжении последних 300 лет. Целью этих селекций является создание животных, способных с максимальной эффективностью превращать корм в высококачественную говядину. Мясные коровы производят также и молочную продукцию, но её количество поддерживается на уровне, обеспечивающем только выкармливание молодняка. Это связано с тем, что физиологические процессы, связанные с образованием молока и мяса, совершенно различны. Традиционно наиболее распространенным и популярным был мясной скот британских пород, созданных в XVIII—XIX веках. Именно эти животные стали основой производства мяса в Америке, Австралии, некоторых регионах Азии, в Восточной и Южной Африке, континентальной Европе, на территории бывшего СССР и в Японии. | Британского происхождения | бифбилд                          |                 |
| Мясные породы коров селекционируются на протяжении последних 300 лет. Целью этих селекций является создание животных, способных с максимальной эффективностью превращать корм в высококачественную говядину. Мясные коровы производят также и молочную продукцию, но её количество поддерживается на уровне, обеспечивающем только выкармливание молодняка. Это связано с тем, что физиологические процессы, связанные с образованием молока и мяса, совершенно различны. Традиционно наиболее распространенным и популярным был мясной скот британских пород, созданных в XVIII—XIX веках. Именно эти животные стали основой производства мяса в Америке, Австралии, некоторых регионах Азии, в Восточной и Южной Африке, континентальной Европе, на территории бывшего СССР и в Японии. | Британского происхождения | галловейская                     |                 |
| Мясные породы коров селекционируются на протяжении последних 300 лет. Целью этих селекций является создание животных, способных с максимальной эффективностью превращать корм в высококачественную говядину. Мясные коровы производят также и молочную продукцию, но её количество поддерживается на уровне, обеспечивающем только выкармливание молодняка. Это связано с тем, что физиологические процессы, связанные с образованием молока и мяса, совершенно различны. Традиционно наиболее распространенным и популярным был мясной скот британских пород, созданных в XVIII—XIX веках. Именно эти животные стали основой производства мяса в Америке, Австралии, некоторых регионах Азии, в Восточной и Южной Африке, континентальной Европе, на территории бывшего СССР и в Японии. | Британского происхождения | герефордская                     |                 |
| Мясные породы коров селекционируются на протяжении последних 300 лет. Целью этих селекций является создание животных, способных с максимальной эффективностью превращать корм в высококачественную говядину. Мясные коровы производят также и молочную продукцию, но её количество поддерживается на уровне, обеспечивающем только выкармливание молодняка. Это связано с тем, что физиологические процессы, связанные с образованием молока и мяса, совершенно различны. Традиционно наиболее распространенным и популярным был мясной скот британских пород, созданных в XVIII—XIX веках. Именно эти животные стали основой производства мяса в Америке, Австралии, некоторых регионах Азии, в Восточной и Южной Африке, континентальной Европе, на территории бывшего СССР и в Японии. | Британского происхождения | девонская                        |                 |
| Мясные породы коров селекционируются на протяжении последних 300 лет. Целью этих селекций является создание животных, способных с максимальной эффективностью превращать корм в высококачественную говядину. Мясные коровы производят также и молочную продукцию, но её количество поддерживается на уровне, обеспечивающем только выкармливание молодняка. Это связано с тем, что физиологические процессы, связанные с образованием молока и мяса, совершенно различны. Традиционно наиболее распространенным и популярным был мясной скот британских пород, созданных в XVIII—XIX веках. Именно эти животные стали основой производства мяса в Америке, Австралии, некоторых регионах Азии, в Восточной и Южной Африке, континентальной Европе, на территории бывшего СССР и в Японии. | Британского происхождения | декстер                          |                 |
| Мясные породы коров селекционируются на протяжении последних 300 лет. Целью этих селекций является создание животных, способных с максимальной эффективностью превращать корм в высококачественную говядину. Мясные коровы производят также и молочную продукцию, но её количество поддерживается на уровне, обеспечивающем только выкармливание молодняка. Это связано с тем, что физиологические процессы, связанные с образованием молока и мяса, совершенно различны. Традиционно наиболее распространенным и популярным был мясной скот британских пород, созданных в XVIII—XIX веках. Именно эти животные стали основой производства мяса в Америке, Австралии, некоторых регионах Азии, в Восточной и Южной Африке, континентальной Европе, на территории бывшего СССР и в Японии. | Британского происхождения | линкольнская                     |                 |
| Мясные породы коров селекционируются на протяжении последних 300 лет. Целью этих селекций является создание животных, способных с максимальной эффективностью превращать корм в высококачественную говядину. Мясные коровы производят также и молочную продукцию, но её количество поддерживается на уровне, обеспечивающем только выкармливание молодняка. Это связано с тем, что физиологические процессы, связанные с образованием молока и мяса, совершенно различны. Традиционно наиболее распространенным и популярным был мясной скот британских пород, созданных в XVIII—XIX веках. Именно эти животные стали основой производства мяса в Америке, Австралии, некоторых регионах Азии, в Восточной и Южной Африке, континентальной Европе, на территории бывшего СССР и в Японии. | Британского происхождения | лонгхорнская                     |                 |
| Мясные породы коров селекционируются на протяжении последних 300 лет. Целью этих селекций является создание животных, способных с максимальной эффективностью превращать корм в высококачественную говядину. Мясные коровы производят также и молочную продукцию, но её количество поддерживается на уровне, обеспечивающем только выкармливание молодняка. Это связано с тем, что физиологические процессы, связанные с образованием молока и мяса, совершенно различны. Традиционно наиболее распространенным и популярным был мясной скот британских пород, созданных в XVIII—XIX веках. Именно эти животные стали основой производства мяса в Америке, Австралии, некоторых регионах Азии, в Восточной и Южной Африке, континентальной Европе, на территории бывшего СССР и в Японии. | Британского происхождения | суссекская                       |                 |
| Мясные породы коров селекционируются на протяжении последних 300 лет. Целью этих селекций является создание животных, способных с максимальной эффективностью превращать корм в высококачественную говядину. Мясные коровы производят также и молочную продукцию, но её количество поддерживается на уровне, обеспечивающем только выкармливание молодняка. Это связано с тем, что физиологические процессы, связанные с образованием молока и мяса, совершенно различны. Традиционно наиболее распространенным и популярным был мясной скот британских пород, созданных в XVIII—XIX веках. Именно эти животные стали основой производства мяса в Америке, Австралии, некоторых регионах Азии, в Восточной и Южной Африке, континентальной Европе, на территории бывшего СССР и в Японии. | Британского происхождения | хайленд                          |                 |
| Мясные породы коров селекционируются на протяжении последних 300 лет. Целью этих селекций является создание животных, способных с максимальной эффективностью превращать корм в высококачественную говядину. Мясные коровы производят также и молочную продукцию, но её количество поддерживается на уровне, обеспечивающем только выкармливание молодняка. Это связано с тем, что физиологические процессы, связанные с образованием молока и мяса, совершенно различны. Традиционно наиболее распространенным и популярным был мясной скот британских пород, созданных в XVIII—XIX веках. Именно эти животные стали основой производства мяса в Америке, Австралии, некоторых регионах Азии, в Восточной и Южной Африке, континентальной Европе, на территории бывшего СССР и в Японии. | Британского происхождения | шортгорнская                     |                 |
| Мясные породы коров селекционируются на протяжении последних 300 лет. Целью этих селекций является создание животных, способных с максимальной эффективностью превращать корм в высококачественную говядину. Мясные коровы производят также и молочную продукцию, но её количество поддерживается на уровне, обеспечивающем только выкармливание молодняка. Это связано с тем, что физиологические процессы, связанные с образованием молока и мяса, совершенно различны. Традиционно наиболее распространенным и популярным был мясной скот британских пород, созданных в XVIII—XIX веках. Именно эти животные стали основой производства мяса в Америке, Австралии, некоторых регионах Азии, в Восточной и Южной Африке, континентальной Европе, на территории бывшего СССР и в Японии. | Французского происхождения | лимузинская                      |                 |
| Мясные породы коров селекционируются на протяжении последних 300 лет. Целью этих селекций является создание животных, способных с максимальной эффективностью превращать корм в высококачественную говядину. Мясные коровы производят также и молочную продукцию, но её количество поддерживается на уровне, обеспечивающем только выкармливание молодняка. Это связано с тем, что физиологические процессы, связанные с образованием молока и мяса, совершенно различны. Традиционно наиболее распространенным и популярным был мясной скот британских пород, созданных в XVIII—XIX веках. Именно эти животные стали основой производства мяса в Америке, Австралии, некоторых регионах Азии, в Восточной и Южной Африке, континентальной Европе, на территории бывшего СССР и в Японии. | Французского происхождения | мен-анжу                         |                 |
| Мясные породы коров селекционируются на протяжении последних 300 лет. Целью этих селекций является создание животных, способных с максимальной эффективностью превращать корм в высококачественную говядину. Мясные коровы производят также и молочную продукцию, но её количество поддерживается на уровне, обеспечивающем только выкармливание молодняка. Это связано с тем, что физиологические процессы, связанные с образованием молока и мяса, совершенно различны. Традиционно наиболее распространенным и популярным был мясной скот британских пород, созданных в XVIII—XIX веках. Именно эти животные стали основой производства мяса в Америке, Австралии, некоторых регионах Азии, в Восточной и Южной Африке, континентальной Европе, на территории бывшего СССР и в Японии. | Французского происхождения | салерская                        |                 |
| Мясные породы коров селекционируются на протяжении последних 300 лет. Целью этих селекций является создание животных, способных с максимальной эффективностью превращать корм в высококачественную говядину. Мясные коровы производят также и молочную продукцию, но её количество поддерживается на уровне, обеспечивающем только выкармливание молодняка. Это связано с тем, что физиологические процессы, связанные с образованием молока и мяса, совершенно различны. Традиционно наиболее распространенным и популярным был мясной скот британских пород, созданных в XVIII—XIX веках. Именно эти животные стали основой производства мяса в Америке, Австралии, некоторых регионах Азии, в Восточной и Южной Африке, континентальной Европе, на территории бывшего СССР и в Японии. | Французского происхождения | светлая аквитанская              |                 |
| Мясные породы коров селекционируются на протяжении последних 300 лет. Целью этих селекций является создание животных, способных с максимальной эффективностью превращать корм в высококачественную говядину. Мясные коровы производят также и молочную продукцию, но её количество поддерживается на уровне, обеспечивающем только выкармливание молодняка. Это связано с тем, что физиологические процессы, связанные с образованием молока и мяса, совершенно различны. Традиционно наиболее распространенным и популярным был мясной скот британских пород, созданных в XVIII—XIX веках. Именно эти животные стали основой производства мяса в Америке, Австралии, некоторых регионах Азии, в Восточной и Южной Африке, континентальной Европе, на территории бывшего СССР и в Японии. | Французского происхождения | шароле                           |                 |
| Мясные породы коров селекционируются на протяжении последних 300 лет. Целью этих селекций является создание животных, способных с максимальной эффективностью превращать корм в высококачественную говядину. Мясные коровы производят также и молочную продукцию, но её количество поддерживается на уровне, обеспечивающем только выкармливание молодняка. Это связано с тем, что физиологические процессы, связанные с образованием молока и мяса, совершенно различны. Традиционно наиболее распространенным и популярным был мясной скот британских пород, созданных в XVIII—XIX веках. Именно эти животные стали основой производства мяса в Америке, Австралии, некоторых регионах Азии, в Восточной и Южной Африке, континентальной Европе, на территории бывшего СССР и в Японии. | Итальянского происхождения | кианская                         |                 |
| Мясные породы коров селекционируются на протяжении последних 300 лет. Целью этих селекций является создание животных, способных с максимальной эффективностью превращать корм в высококачественную говядину. Мясные коровы производят также и молочную продукцию, но её количество поддерживается на уровне, обеспечивающем только выкармливание молодняка. Это связано с тем, что физиологические процессы, связанные с образованием молока и мяса, совершенно различны. Традиционно наиболее распространенным и популярным был мясной скот британских пород, созданных в XVIII—XIX веках. Именно эти животные стали основой производства мяса в Америке, Австралии, некоторых регионах Азии, в Восточной и Южной Африке, континентальной Европе, на территории бывшего СССР и в Японии. | Итальянского происхождения | маркиджанская                    |                 |
| Мясные породы коров селекционируются на протяжении последних 300 лет. Целью этих селекций является создание животных, способных с максимальной эффективностью превращать корм в высококачественную говядину. Мясные коровы производят также и молочную продукцию, но её количество поддерживается на уровне, обеспечивающем только выкармливание молодняка. Это связано с тем, что физиологические процессы, связанные с образованием молока и мяса, совершенно различны. Традиционно наиболее распространенным и популярным был мясной скот британских пород, созданных в XVIII—XIX веках. Именно эти животные стали основой производства мяса в Америке, Австралии, некоторых регионах Азии, в Восточной и Южной Африке, континентальной Европе, на территории бывшего СССР и в Японии. | Итальянского происхождения | пьемонтская                      |                 |
| Мясные породы коров селекционируются на протяжении последних 300 лет. Целью этих селекций является создание животных, способных с максимальной эффективностью превращать корм в высококачественную говядину. Мясные коровы производят также и молочную продукцию, но её количество поддерживается на уровне, обеспечивающем только выкармливание молодняка. Это связано с тем, что физиологические процессы, связанные с образованием молока и мяса, совершенно различны. Традиционно наиболее распространенным и популярным был мясной скот британских пород, созданных в XVIII—XIX веках. Именно эти животные стали основой производства мяса в Америке, Австралии, некоторых регионах Азии, в Восточной и Южной Африке, континентальной Европе, на территории бывшего СССР и в Японии. | Итальянского происхождения | романьольская                    |                 |
| Мясные породы коров селекционируются на протяжении последних 300 лет. Целью этих селекций является создание животных, способных с максимальной эффективностью превращать корм в высококачественную говядину. Мясные коровы производят также и молочную продукцию, но её количество поддерживается на уровне, обеспечивающем только выкармливание молодняка. Это связано с тем, что физиологические процессы, связанные с образованием молока и мяса, совершенно различны. Традиционно наиболее распространенным и популярным был мясной скот британских пород, созданных в XVIII—XIX веках. Именно эти животные стали основой производства мяса в Америке, Австралии, некоторых регионах Азии, в Восточной и Южной Африке, континентальной Европе, на территории бывшего СССР и в Японии. | Центрально-азиатского происхождения | казахская белоголовая            |                 |
| Мясные породы коров селекционируются на протяжении последних 300 лет. Целью этих селекций является создание животных, способных с максимальной эффективностью превращать корм в высококачественную говядину. Мясные коровы производят также и молочную продукцию, но её количество поддерживается на уровне, обеспечивающем только выкармливание молодняка. Это связано с тем, что физиологические процессы, связанные с образованием молока и мяса, совершенно различны. Традиционно наиболее распространенным и популярным был мясной скот британских пород, созданных в XVIII—XIX веках. Именно эти животные стали основой производства мяса в Америке, Австралии, некоторых регионах Азии, в Восточной и Южной Африке, континентальной Европе, на территории бывшего СССР и в Японии. | Центрально-азиатского происхождения | казахская (киргизская)           |                 |
| Мясные породы коров селекционируются на протяжении последних 300 лет. Целью этих селекций является создание животных, способных с максимальной эффективностью превращать корм в высококачественную говядину. Мясные коровы производят также и молочную продукцию, но её количество поддерживается на уровне, обеспечивающем только выкармливание молодняка. Это связано с тем, что физиологические процессы, связанные с образованием молока и мяса, совершенно различны. Традиционно наиболее распространенным и популярным был мясной скот британских пород, созданных в XVIII—XIX веках. Именно эти животные стали основой производства мяса в Америке, Австралии, некоторых регионах Азии, в Восточной и Южной Африке, континентальной Европе, на территории бывшего СССР и в Японии. | Центрально-азиатского происхождения | калмыцкая                        |                 |
| Мясные породы коров селекционируются на протяжении последних 300 лет. Целью этих селекций является создание животных, способных с максимальной эффективностью превращать корм в высококачественную говядину. Мясные коровы производят также и молочную продукцию, но её количество поддерживается на уровне, обеспечивающем только выкармливание молодняка. Это связано с тем, что физиологические процессы, связанные с образованием молока и мяса, совершенно различны. Традиционно наиболее распространенным и популярным был мясной скот британских пород, созданных в XVIII—XIX веках. Именно эти животные стали основой производства мяса в Америке, Австралии, некоторых регионах Азии, в Восточной и Южной Африке, континентальной Европе, на территории бывшего СССР и в Японии. | Центрально-азиатского происхождения | серая украинская                 |                 |
| Мясные породы коров селекционируются на протяжении последних 300 лет. Целью этих селекций является создание животных, способных с максимальной эффективностью превращать корм в высококачественную говядину. Мясные коровы производят также и молочную продукцию, но её количество поддерживается на уровне, обеспечивающем только выкармливание молодняка. Это связано с тем, что физиологические процессы, связанные с образованием молока и мяса, совершенно различны. Традиционно наиболее распространенным и популярным был мясной скот британских пород, созданных в XVIII—XIX веках. Именно эти животные стали основой производства мяса в Америке, Австралии, некоторых регионах Азии, в Восточной и Южной Африке, континентальной Европе, на территории бывшего СССР и в Японии. | Породы гибридного происхождения | африкандер                       |                 |
| Мясные породы коров селекционируются на протяжении последних 300 лет. Целью этих селекций является создание животных, способных с максимальной эффективностью превращать корм в высококачественную говядину. Мясные коровы производят также и молочную продукцию, но её количество поддерживается на уровне, обеспечивающем только выкармливание молодняка. Это связано с тем, что физиологические процессы, связанные с образованием молока и мяса, совершенно различны. Традиционно наиболее распространенным и популярным был мясной скот британских пород, созданных в XVIII—XIX веках. Именно эти животные стали основой производства мяса в Америке, Австралии, некоторых регионах Азии, в Восточной и Южной Африке, континентальной Европе, на территории бывшего СССР и в Японии. | Породы гибридного происхождения | бифмастер                        |                 |
| Мясные породы коров селекционируются на протяжении последних 300 лет. Целью этих селекций является создание животных, способных с максимальной эффективностью превращать корм в высококачественную говядину. Мясные коровы производят также и молочную продукцию, но её количество поддерживается на уровне, обеспечивающем только выкармливание молодняка. Это связано с тем, что физиологические процессы, связанные с образованием молока и мяса, совершенно различны. Традиционно наиболее распространенным и популярным был мясной скот британских пород, созданных в XVIII—XIX веках. Именно эти животные стали основой производства мяса в Америке, Австралии, некоторых регионах Азии, в Восточной и Южной Африке, континентальной Европе, на территории бывшего СССР и в Японии. | Породы гибридного происхождения | боран                            |                 |
| Мясные породы коров селекционируются на протяжении последних 300 лет. Целью этих селекций является создание животных, способных с максимальной эффективностью превращать корм в высококачественную говядину. Мясные коровы производят также и молочную продукцию, но её количество поддерживается на уровне, обеспечивающем только выкармливание молодняка. Это связано с тем, что физиологические процессы, связанные с образованием молока и мяса, совершенно различны. Традиционно наиболее распространенным и популярным был мясной скот британских пород, созданных в XVIII—XIX веках. Именно эти животные стали основой производства мяса в Америке, Австралии, некоторых регионах Азии, в Восточной и Южной Африке, континентальной Европе, на территории бывшего СССР и в Японии. | Породы гибридного происхождения | барзона                          |                 |
| Мясные породы коров селекционируются на протяжении последних 300 лет. Целью этих селекций является создание животных, способных с максимальной эффективностью превращать корм в высококачественную говядину. Мясные коровы производят также и молочную продукцию, но её количество поддерживается на уровне, обеспечивающем только выкармливание молодняка. Это связано с тем, что физиологические процессы, связанные с образованием молока и мяса, совершенно различны. Традиционно наиболее распространенным и популярным был мясной скот британских пород, созданных в XVIII—XIX веках. Именно эти животные стали основой производства мяса в Америке, Австралии, некоторых регионах Азии, в Восточной и Южной Африке, континентальной Европе, на территории бывшего СССР и в Японии. | Породы гибридного происхождения | босмара                          |                 |
| Мясные породы коров селекционируются на протяжении последних 300 лет. Целью этих селекций является создание животных, способных с максимальной эффективностью превращать корм в высококачественную говядину. Мясные коровы производят также и молочную продукцию, но её количество поддерживается на уровне, обеспечивающем только выкармливание молодняка. Это связано с тем, что физиологические процессы, связанные с образованием молока и мяса, совершенно различны. Традиционно наиболее распространенным и популярным был мясной скот британских пород, созданных в XVIII—XIX веках. Именно эти животные стали основой производства мяса в Америке, Австралии, некоторых регионах Азии, в Восточной и Южной Африке, континентальной Европе, на территории бывшего СССР и в Японии. | Породы гибридного происхождения | браман                           |                 |
| Мясные породы коров селекционируются на протяжении последних 300 лет. Целью этих селекций является создание животных, способных с максимальной эффективностью превращать корм в высококачественную говядину. Мясные коровы производят также и молочную продукцию, но её количество поддерживается на уровне, обеспечивающем только выкармливание молодняка. Это связано с тем, что физиологические процессы, связанные с образованием молока и мяса, совершенно различны. Традиционно наиболее распространенным и популярным был мясной скот британских пород, созданных в XVIII—XIX веках. Именно эти животные стали основой производства мяса в Америке, Австралии, некоторых регионах Азии, в Восточной и Южной Африке, континентальной Европе, на территории бывшего СССР и в Японии. | Породы гибридного происхождения | брангус                          |                 |
| Мясные породы коров селекционируются на протяжении последних 300 лет. Целью этих селекций является создание животных, способных с максимальной эффективностью превращать корм в высококачественную говядину. Мясные коровы производят также и молочную продукцию, но её количество поддерживается на уровне, обеспечивающем только выкармливание молодняка. Это связано с тем, что физиологические процессы, связанные с образованием молока и мяса, совершенно различны. Традиционно наиболее распространенным и популярным был мясной скот британских пород, созданных в XVIII—XIX веках. Именно эти животные стали основой производства мяса в Америке, Австралии, некоторых регионах Азии, в Восточной и Южной Африке, континентальной Европе, на территории бывшего СССР и в Японии. | Породы гибридного происхождения | катало                           |                 |
| Мясные породы коров селекционируются на протяжении последних 300 лет. Целью этих селекций является создание животных, способных с максимальной эффективностью превращать корм в высококачественную говядину. Мясные коровы производят также и молочную продукцию, но её количество поддерживается на уровне, обеспечивающем только выкармливание молодняка. Это связано с тем, что физиологические процессы, связанные с образованием молока и мяса, совершенно различны. Традиционно наиболее распространенным и популярным был мясной скот британских пород, созданных в XVIII—XIX веках. Именно эти животные стали основой производства мяса в Америке, Австралии, некоторых регионах Азии, в Восточной и Южной Африке, континентальной Европе, на территории бывшего СССР и в Японии. | Породы гибридного происхождения | санта-гертруда                   |                 |
| Мясные породы коров селекционируются на протяжении последних 300 лет. Целью этих селекций является создание животных, способных с максимальной эффективностью превращать корм в высококачественную говядину. Мясные коровы производят также и молочную продукцию, но её количество поддерживается на уровне, обеспечивающем только выкармливание молодняка. Это связано с тем, что физиологические процессы, связанные с образованием молока и мяса, совершенно различны. Традиционно наиболее распространенным и популярным был мясной скот британских пород, созданных в XVIII—XIX веках. Именно эти животные стали основой производства мяса в Америке, Австралии, некоторых регионах Азии, в Восточной и Южной Африке, континентальной Европе, на территории бывшего СССР и в Японии. | Породы гибридного происхождения | шабрай (чабрай)                  |                 |
| Мясные породы коров селекционируются на протяжении последних 300 лет. Целью этих селекций является создание животных, способных с максимальной эффективностью превращать корм в высококачественную говядину. Мясные коровы производят также и молочную продукцию, но её количество поддерживается на уровне, обеспечивающем только выкармливание молодняка. Это связано с тем, что физиологические процессы, связанные с образованием молока и мяса, совершенно различны. Традиционно наиболее распространенным и популярным был мясной скот британских пород, созданных в XVIII—XIX веках. Именно эти животные стали основой производства мяса в Америке, Австралии, некоторых регионах Азии, в Восточной и Южной Африке, континентальной Европе, на территории бывшего СССР и в Японии. | Породы гибридного происхождения | волынская мясная                 |                 |
| Комбинированные породы скота | Мясо-молочные породы |                                  | симментальская  |
| Комбинированные породы скота | Мясо-молочные породы | монбельярдская                   |                 |
| Комбинированные породы скота | Мясо-молочные породы | костромская                      |                 |
| Комбинированные породы скота | Мясо-молочные породы | якутская                         |                 |
| Комбинированные породы скота | Мясо-молочные породы | алатауская                       |                 |
| Комбинированные породы скота | Мясо-молочные породы | бестужевская                     |                 |
| Комбинированные породы скота | Мясо-молочные породы | бурая карпатская                 |                 |
| Комбинированные породы скота | Мясо-молочные породы | красная горбатовская             |                 |
| Комбинированные породы скота | Мясо-молочные породы | красная тамбовская               |                 |
| Комбинированные породы скота | Мясо-молочные породы | лебединская                      |                 |
| Комбинированные породы скота | Мясо-молочные породы | синяя корова                     |                 |
| Комбинированные породы скота | Мясо-молочные породы | суксунская                       |                 |
| Комбинированные породы скота | Мясо-молочные породы | сычёвская                        |                 |
| Комбинированные породы скота | Мясо-молочные породы | бурая швицкая                    |                 |
| Комбинированные породы скота | Мясо-молочные породы | юринская                         |                 |

### Географическая классификация
Согласно географической классификации различают породы скота:
- низменные — преимущественно молочные;
- горные — тирольская, швицкая;
- степные — украинская степная, красная степная и др.

## Основные породы
| Порода | Порода                                                                     | Подвид, происхождение, период возникновения                                     | Специализация                              | Масть, вес (кг), рога                                                              | Страна или регион происхождения                       |
| ------ | -------------------------------------------------------------------------- | ------------------------------------------------------------------------------- | ------------------------------------------ | ---------------------------------------------------------------------------------- | ----------------------------------------------------- |
|        | Абердин-ангусская, Ангусская в США разделяют: Чёрный Ангус и Красный Ангус | bos taurus taurus, селекция местного рабочего скота, кон. XVIII—XIX вв.         | мясная                                     | чёрная или красная, коровы: 500—550 (до 600—650), быки: 750—950 (до 1000), комолые | Северо-восточная Шотландия (графства Абердин и Ангус) |
|        | Абигар                                                                     | bos taurus taurus                                                               | молочная (4—5 л в день)                    | белые или серые, часто с красными или чёрными пятнами                              | Восточная Африка (Южный Судан, Эфиопия)               |
|        | Айрширская                                                                 | bos taurus taurus, селекция местного скота и скрещивание с др. породами, XIX в. | молочная (6000-7000 л. за лактацию)        | красно-белые, коровы: 450—500 (до 700), быки: 800 (до 1000), рогаты                | Юго-западная Шотландия (графство Айршир)              |
|        | Акауши, Японская коричневая (яп. Akage Washu, Aka Ushi)                    | гибрид: местная порода + ханву + симментальская                                 | мясная (одна из 4-х пород «говядины Кобе») | коричневая, оба пола рогаты                                                        | Япония                                                |

- англерская;
- айрширская:
  - лесновская;
  - новоладожский[4]; отличаются выносливостью, неприхотливостью, высокой продуктивностью и имеют огромный потенциал. Надои 8-10 тыс. литров молока, молоко особого качества, обладает высокими вкусовыми и питательными свойствами.
- бестужевская;
- галловейская ;
- герефордская:
  - садовский тип, созданный методом чистопородного линейного разведения с использованием гомогенного и гетерогенного подбора, а также кроссов линий,
  - сонский тип,
  - уральский тип, созданный методом чистопородного разведения с использованием лучшего генофонда маточного поголовья племенных хозяйств и быков-производителей канадской селекции укрупненного типа с использованием жесткого отбора по экстерьеру, живой массе и интенсивности роста (животные мясного направления продуктивности);
- гернзейская — достижение современного молочного скотоводства, конкурент голштинам, 8500 кг молока с жирностью 4,5—5,0 % и белком 3,5—3,9 %. Средняя скорость молокоотдачи 2,5 кг/мин., небольшие коровы весом 450 кг;
- голштинская;
- горный скот Дагестана[5];
- джерсейская дает самое жирное молоко;
- истобенская[6];
- красная датская;
- красная шведская — используют для улучшения различных пород, в частности голштинов, красной степной; производительность 8000—8500 кг молока с жирностью 4,4 % и белком 3,6 %[7];
- красная степная:
  - кубанский тип, созданный путём воспроизводительного скрещивания коров красной степной породы с быками голштинской породы красно-пёстрой масти в дальнейшем разведении помесей в себе на фоне жесткого отбора животных (животные молочного направления продуктивности),
  - кулундинский тип, созданный методом воспроизводительного скрещивания коров красной степной породы с быками англерской и красной датской пород (животные молочного направления продуктивности),
  - сибирский тип, выведенный методом поглотительного скрещивания производителей голштинской породы в стадах красного степного скота Омской области и дальнейшим разведением по типу воспроизводительного скрещивания с использованием жёсткого отбора животных желательного типа (животные молочного направления продуктивности);
- красная горбатовская — российская версия джерси;
- красная тамбовская[8];
- красно-пёстрая, выведенная методом межпородного скрещивания коров симментальской породы с быками голштинской породы красно-пёстрой масти; сочетает технологичность голштинской породы, хорошую молочность, продуктивное долголетие, высокие мясные качества:
  - воронежский тип, выведенный методом чистопородного разведения с применением жесткого отбора и подбора поголовья желательного типа в течение ряда поколений;
- казахская белоголовая:
  - заволжский тип, выведенный методом чистопородного разведения с использованием линейной селекции (животные комолые, отличаются хорошими мясными формами телосложения и крепкой конституцией;
- Русская комолая[9] выведена в 2007 году в Волгоградской области методом скрещивания коров калмыцкой породы с быками абердин-ангусской породы;
- калмыцкая:
  - зимовниковский тип, созданный методом чистопородного линейного разведения с использованием гомогенного и гетерогенного подбора, а также кросса заводских линий и генеалогических групп (животные крупные, сложение типичное для мясного скота),
  - южноуральский тип, созданный методом чистопородного линейного разведения, кроссирования заводских линий и инбридинга (животные мясного направления продуктивности);
- Кианская — самая крупная порода домашнего скота в мире, среднесуточный прирост живой массы при откорме 2000 г, устойчивы к жаре и насекомым. Идеальный убойный вес достигается в возрасте 16—18 месяцев, составляет 650—700 кг, когда убойный выход составляет 64—65 %;
- костромская:
  - караваевский тип;
- Лимузинская — используются для скрещивания с другими породами в целях улучшения мясных показателей[10];
- мен-анжу — одна из лучших французских мясных пород, хорошие результаты при скрещивании с красным степным и симментальским скотом. Среднесуточный привес 1600 г. Вес взрослых коров достигает 900 кг, быков — 1350 кг, к 18 месяцам — 420—720 кг. Удой коров 3000—3500 кг молока жирностью 3,8 %[11][12];
- монбельярдская молоко сырьё для ряда известных сыров;
- обрак (высокий процент отелов двойней)[13];
- салерс[14];
- санта-гертруда;
- сибирячка — новая порода коров адаптирована к резко континентальному климату Сибири. 7000—7500 кг молока с жирностью 3,8 % и белком 3,1 %[15];
- симментальская:
  - бородинский тип,
  - брединский мясной тип, созданный целенаправленным скрещиванием маток отечественной симментальской породы, быками-производителями симментальской породы немецкой и американской селекций мясного направления продуктивности (животные высокой молочности и умеренного жироотложения);
- суксунская[16];
- сычевская[17];
- тагильская;
- холмогорская:
  - печорский тип,
  - северный тип, выведенный методом вводного скрещивания с быками-производителями голштинской породы селекции США и Канады, и голштинизированными чёрно-пёстрыми производителями из Германии,
  - татарстанский тип, созданный методом сложного воспроизводительного скрещивания холмогорской, чёрно-пёстрой и голштинской пород с последующим разведением помесей в себе, с применением жесткого отбора животных желательного типа, приспособленных к интенсивным технологиям производства молока (животные молочно-мясного направления продуктивности),
  - центральный тип, созданный на основе воспроизводительного скрещивания холмогорской и голштинской пород и дальнейшим разведением помесей различной кровности в себе (животные молочного направления продуктивности);
- чёрно-пёстрая — очень популярная в России порода молочного направления, завезённая в 1930 году из Германии и Нидерландов:
  - ленинградский тип, созданный методом поглотительного скрещивания коров чёрно-пёстрой породы местной популяции с быками производителями голштинской породы селекции США, Канады и Германии (животные молочно-мясного направления продуктивности),
  - петровский тип,
  - барыбинский тип, созданный с использованием производителей голштинской породы европейской и североамериканской селекции (по данным оригинатора, животные крупные, высокорослые, выраженного молочного типа),
  - богородский тип, созданный путём вводного и воспроизводительного скрещивания коров чёрно-пёстрой породы с быками-производителями голландской и голштинской пород (высокая молочная продуктивность),
  - вологодский тип, созданный на основе воспроизводительного скрещивания коров чёрно-пёстрой породы с быками голштинской породы (животные молочно-мясного направления продуктивности),
  - вятский тип, созданный путём сложного воспроизводительного скрещивания с получением помесей различной доли кровности по голштинской породе, дальнейшим жестким отбором и разведением в себе типичных животных (животные молочного направления продуктивности),
  - тип «Заря»;
  - ирменский тип, выведенный методом поглотительного скрещивания коров чёрно-пёстрой породы с быками голштинской породы американской и канадской селекции с применением аутбредного подбора (животные молочного направления продуктивности),
  - уральский тип, выведенный методом воспроизводительного скрещивания коров чёрно-пёстрой породы с быками-производителями голштинской породы селекции США, Канады и голштинизированными чёрно-пёстрыми производителями из Германии с последующим разведением помесного поголовья в себе (животные молочного направления продуктивности),
  - московский тип — синтетический генотип, созданный с использованием производителей голштинской породы европейской и североамериканской селекций и голландской породы в стадах чёрно-пёстрого скота Московской области (животные выраженного молочного типа),
  - непецинский тип, созданный методом воспроизводительного скрещивания с использованием в селекции животных холмогорской, джерсейской, голландской, голштинской и чёрно-пёстрой пород отечественной и немецкой селекций (животные молочно-мясного направления продуктивности),
  - приобский тип, созданный путём воспроизводительного скрещивания коров чёрно-пёстрой породы западно-сибирской селекции с быками голштинской породы европейской и североамериканской селекций в дальнейшем разведении помесей в себе на фоне жёсткого отбора животных по технологичности и молочной продуктивности (животные молочного направления продуктивности),
  - самарский тип, созданный воспроизводительным скрещиванием коров чёрно-пёстрой породы с быками производителями голштинской породы и дальнейшим разведением помесей разной кровности в себе (животные молочного направления продуктивности);
- шаролезская[18];
- швицкая:
  - кавказский тип,
  - смоленский тип, выведенный методом сложного воспроизводительного скрещивания с использованием мирового генофонда бурых и джерсейской пород;
- шортгорнская;
- ярославская дают одно из лучших по сыропригодности молоко:
  - михайловский тип, выведенный методом межпородного скрещивания коров ярославской породы с быками голштинской породы чёрно-пёстрой масти (тип телосложения молочный).
- якутский скот.